# Теорія війни «Зі зламаним хребтом»
Війна "Зі зламаним хребтом" (англ. broken-backed warfare) - це теорія затяжної війни яка ведеться тільки із застосуванням звичайного озброєння тому, що дві сторони які між собою воюють, вичерпали свої запаси ядерної зброї.
Після появи і наростання ядерного озброєння постали нові теорії воєн які передбачали використання атомної зброї. Як довго триватиме атомний конфлікт? Британські військові не мали єдності у цій думці: 
- Війна буде короткою і рішучою, і атомні бомбардування повністю визначать її результат - цієї позиції дотримувалися британська армія і ВПС. Вони вважали що, результат конфлікту буде вирішено короткою і інтенсивною серією стратегічних ядерних ударів, які зруйнують промисловість ворога, паралізують його інфраструктуру і позбавлять його волі до продовження війни. Основна увага, відповідно, повинна була бути зосереджена на стратегічних бомбардувальних силах: роль традиційних родів військ зводилася до стримування натиску ворога до того моменту, коли атомні удари зламають його здатність і бажання воювати.
- Війна буде затяжною, і атомні бомбардування не зможуть однозначно вирішити її результат - така була позиція британського флоту. Визнаючи, що атомні бомбардування завдадуть значних втрат ворогові, британські адмірали, однак, наполягали, що відповідні атомні бомбардування опонента зроблять аналогічний ефект. З точки зору моряків, найбільш імовірним результатом короткого та інтенсивного обміну ядерними ударами було б взаємне ослаблення сторін - яке, само по собі, не визначить однозначно переможця. Вони також критично ставилися до тези про те, що атомні бомбардування "зламають дух ворога" і припинять конфлікт, вказуючи, що ворог не обов'язково буде діяти раціонально і може продовжити безнадійний для нього конфлікт просто з принципу. З цього логічно випливало, що слідом за фазою атомних бомбардувань високої інтенсивності, піде тривалий період більш-менш конвенційної війни - в якій обидві сторони намагатимуться скористатися ослабленням ворога, щоб вирішити результат конфлікту до того, як ворог зуміє відновитися і мобілізуватися. Така "постядерна" війна повинна була тривати від декількох тижнів до декількох місяців, в умовах, коли промисловість обох сторін здебільшого непрацездатна, і масові мобілізації скрутні. Через це обом сторонам доведеться, в першу чергу, покладатися на заздалегідь заготовлені запаси зброї й бойової техніки, які дозволять протриматися до відновлення промисловості й повномасштабних мобілізаційних заходів. Саме ця концепція і була визначена як "broken-backed warfare": переводячи дослівно, "війна зі зламаним хребтом".

Хоча багато адміралів ставилися до доктрини "broken-backed warfare" скептично, розглядаючи її не більше ніж зброю міжвідомчої боротьби, все ж вона безумовно вплинула на розвиток і будівництво британського флоту 1950-их. З огляду на пріоритет захисту комунікацій і панування на морі над ударними операціями, британський флот приділяв більше уваги підтримці численного парку легких авіаносців, а не важких ударних.

## Фінал теорії
До середини 1950-их, теорія "broken-backed warfare" почала швидко втрачати підтримку. Причини цього були в основному технічного характеру. 1 листопада 1952 року, в ході випробування "Айві Майк", був проведений перший в світі вибух термоядерної бомби. Експериментальний пристрій на зрідженому дейтерії було не більше ніж прототипом, громіздким і абсолютно непридатним для військового розгортання, але потужність вибуху склала 10,4 мегатонни - більш ніж в сто разів перевершивши середню потужність стандартних ядерних зарядів того часу. У 1954, були створені перші зразки аеротранспортабельних термоядерних бомб, і вже до 1955, термоядерний арсенал ПВС США вимірювався трьома сотнями 10-мегатонних зарядів. Руйнівна сила термоядерної зброї настільки перевершувала уявлення кінця 1940-их, що, фактично, всі положення доктрини "broken-backed warfare" опинилися під загрозою. Можна було припускати, що своєчасне попередження, укриття, сховища, і протипожежні заходи дозволять локалізувати збиток від 20-кілотонн атомної бомби, скинутої на Ліверпуль з бомбардувальника. Але це не зберегло міста цілими. Більше того, теоретичні розрахунки показували, що потужність термоядерної зброї можна нарощувати практично нескінченно, і якщо якісь неймовірні зусилля і дозволять локалізувати збиток від, припустимо, 5-мегатонної бомби, ніщо не завадить ворогові застосувати 10, 20 або 40-мегатонну. Всього кілька таких зарядів могли в буквальному сенсі зрівняти з землею ключові центри Сполученого Королівства, зробивши якесь швидке відновлення фізично нереальним.
Останню крапку в історії "війни зі зламаною спиною" поставив меморандум 1958 року, в якому було рекомендовано звернути основні зусилля флоту на забезпечення стратегічних ударів і конвойно-протичовнових операцій в атомній війні високої інтенсивності, і на дії в конвенційному конфлікті малої інтенсивності на Близькому Сході . Офіційно, "broken-backed warfare" ще не заперечувалася, але було вже очевидно, що чіпляючись за застарілу доктрину, флот ризикує втратити (в усіх сенсах) куди більше ніж тільки те що відмовиться від неї.
Це був фінал доктрини "broken-backed warfare". З 1957 року, британський флот увійшов в смугу різких і швидких скорочень.